# حاکم بأمرالله
حاکم بأمرالله (۲۳ ربیع‌الاول ۳۷۵–۱۳ فوریه ۱۰۲۱) ششمین خلیفه فاطمی در مصر بود که از سال ۳۸۷ در آن سرزمین فرمان می‌راند. در سال ۳۸۳ به ولیعهدی برگزیده شد. وی در حالی که دوازده سال داشت، به خلافت رسید. او مؤسس دارالحکمه در قاهره بود. وی با چین روابط دوستانه‌ای برقرار کرد. او در سال ۱۰۲۱ ناپدید شد، دروزیان معتقد هستند که او کشته نشده بلکه خدا او را ناپدید کرده‌است و به همراه مهدی بازخواهد گشت. گفته شده او توسط خواهر بانفوذ و قدرتمندش بانو ست الملک که با سران اداری و سپاهی و سایر گروه‌های امپراتوری اتحاد داشت در نقشه برنامه‌ریزی شده کشته شد تا علی ظاهر ۱۶ ساله بر تخت سلطنت بنشیند. ست الملک نایب السلطنه خلیفه جوان شد و تا زمان مرگش بر مصر سلطنت کرد.
حاکم بأمرالله در سال ۱۰۰۹ میلادی کلیسای مقبره مقدس در اورشلیم را به کلی ویران کرد.
وی ابن هیثم را در سال ۱۰۱۱ به‌مدت ۱۰ سال در حبس خانگی بازداشت کرد.
از او با نام 《نرون مصر》 و 《خلیفه دیوانه》 یاد می شود.

## کتابشناسی/ یادکردها
- ویلیام بوردهی (۱۳۶۴)، تحقیقی در آیین اسماعیلیه، ترجمهٔ زهرا سعیدی، مشهد: تابناک
- محمد بن زین العابدین (۱۳۶۲)، تاریخ جماعت اسمعیلیه:هدایت المومنین الطالبین، ترجمهٔ هما خاقان زاده، به کوشش الکساندر سیمونوف.، تهران: اساطیر